# Prochot
Prochot – wieś (obec) na Słowacji położona w kraju bańskobystrzyckim, w powiecie Żar nad Hronem.

## Położenie
Wieś leży we wschodniej części gór Ptacznik, zwanej Niskim Ptacznikiem (słow. Nízky Vtáčnik). Zajmuje niewielką, śródgórską Kotlinę Prochotską, wzdłuż osi której spływa Prochotský potok. Zabudowania wsi rozłożone są na wysokości od ok. 410 m n.p.m. (na południu) do ok. 620 m n.p.m. (na północy). Centrum wsi leży na wysokości 480–500 m n.p.m. Przez całą długość wsi, w linii wspomnianego potoku, biegnie droga z Hlinika nad Hronom, kończąca się znacznie powyżej najbardziej na północ wysuniętego przysiółka wsi, zwanego Borovina.

## Historia
Wieś została założona zapewne pod koniec XIV wieku. Pierwsze wzmianki o niej pochodzą z 1414 roku. Należała do "państwa" feudalnego z siedzibą na zamku Šášov. Podczas walk w ostatnich miesiącach II wojny światowej, w dniu 18 marca 1945 roku została spalona przez wojska faszystowskie.

## Demografia
Według danych z dnia 31 grudnia 2012 roku, wieś zamieszkiwały 592 osoby, w tym 297 kobiet i 295 mężczyzn.
W 2001 roku rozkład populacji względem narodowości i przynależności etnicznej wyglądał następująco:
- Słowacy – 99,4%
- Czesi – 0,3%
- Węgrzy – 0,15%

Ze względu na wyznawaną religię struktura mieszkańców kształtowała się w 2001 roku następująco:
- Katolicy rzymscy – 96,72%
- Ewangelicy – 0,15%
- Ateiści – 2,69%
- Nie podano – 0,45%

## Zabytki
- Katolicki kościół parafialny, murowany, klasycystyczny, z końca XVIII w.